# Solkan
Solkan es una localidad eslovena situada en el municipio de Nova Gorica. Tiene una población estimada, a inicios de 2022. de 3211 habitantes.

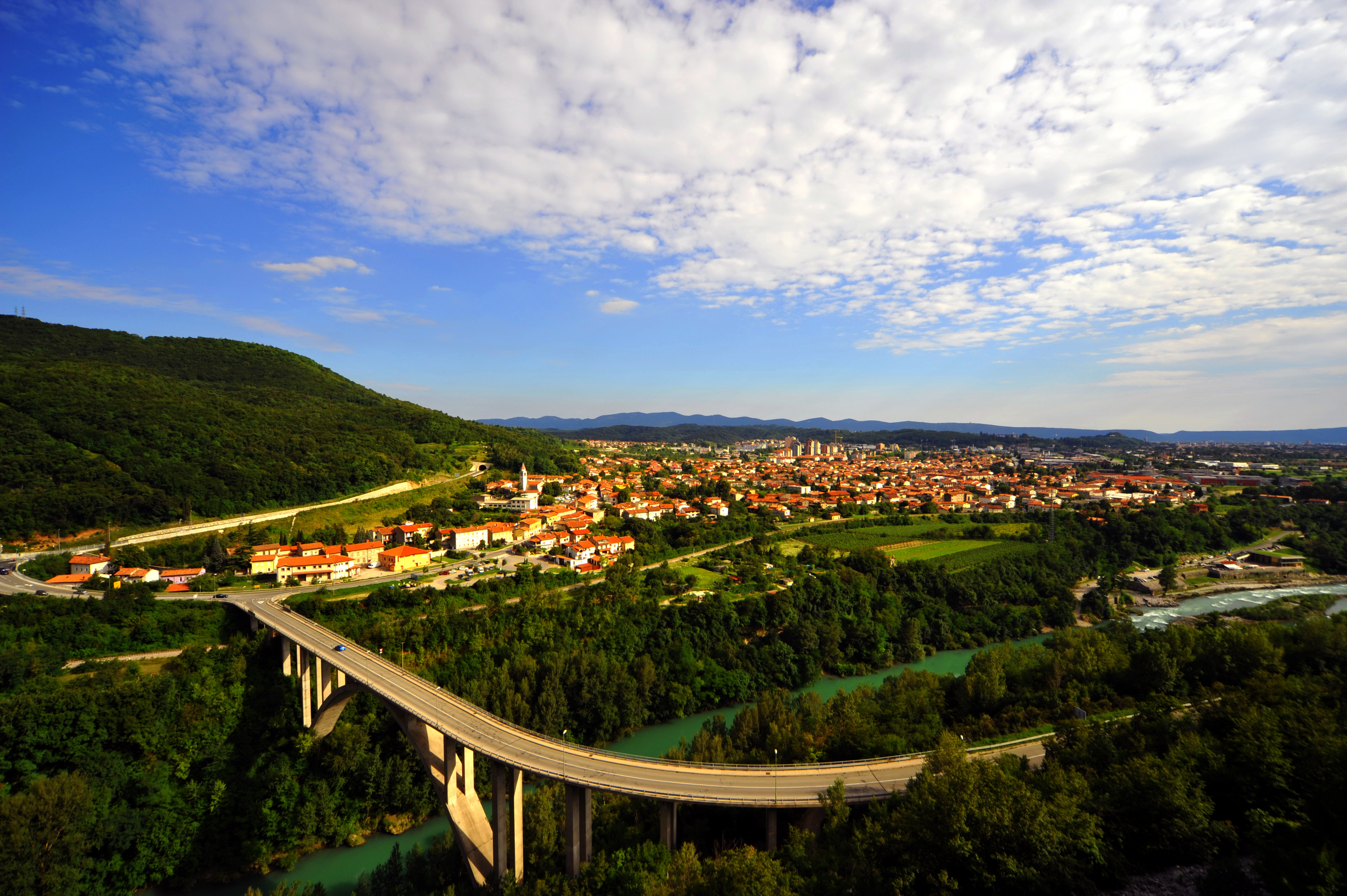
Solkan y Nova Gorica
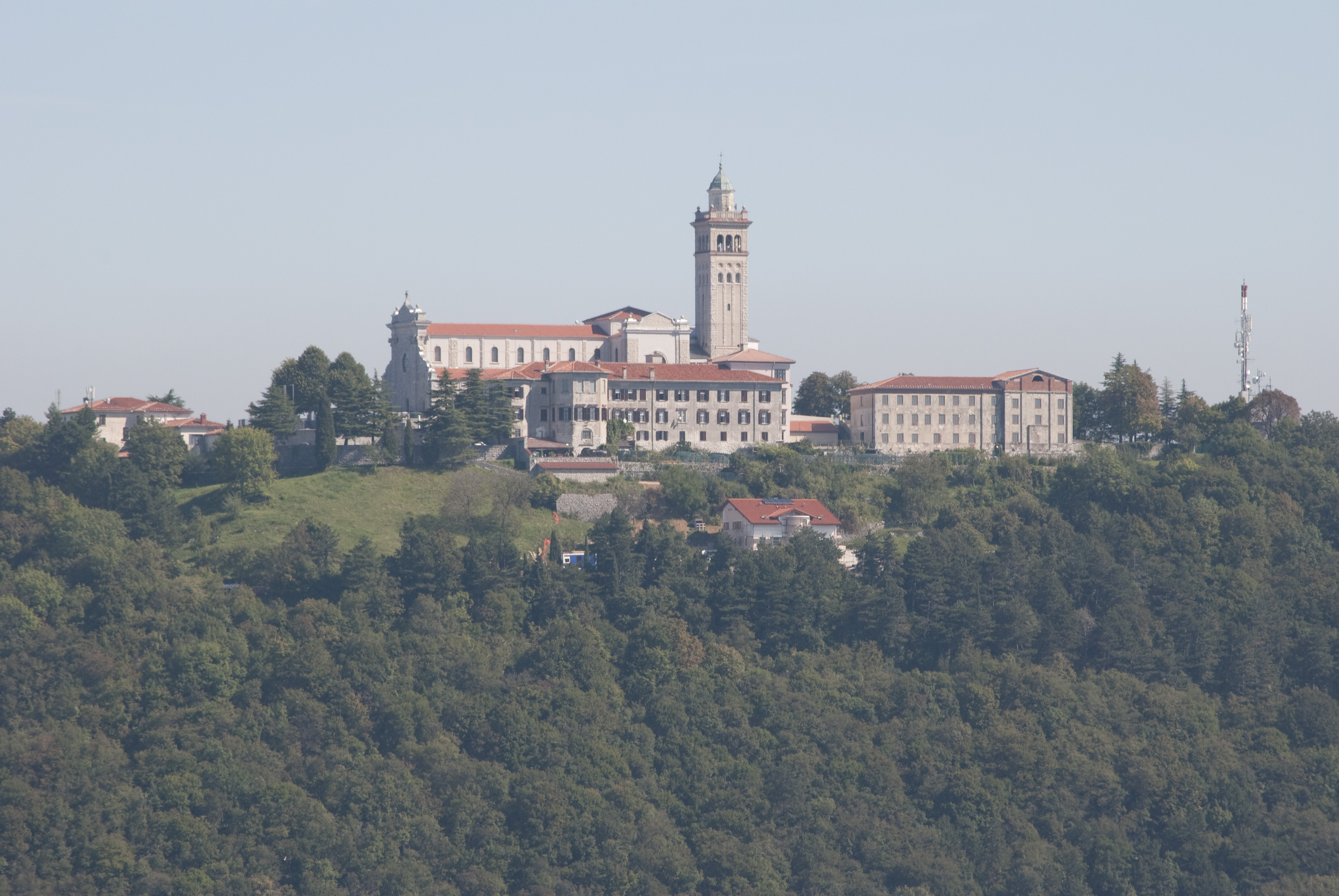
Monte Santo (Sveta Gora)

## Historia del lugar
La primera mención de Solkan se remonta al año 1001, cuando se menciona junto al asentamiento de Gorica en una carta del emperador Otón III. Gorica se menciona como "villa quae Sclavorum lingua vocatur Goriza", y Castel Solkan en el mismo documento como "castellum Siliganum". Los inicios del castillo de Solkan probablemente se remontan a la era lombarda, y en ese momento era más importante que Gorica, porque como castillo combinaba las funciones militares, administrativas, judiciales y eclesiásticas de la zona del valle inferior de Vipava. en la salida a Friuli.
Desde mediados del siglo XII, los Condes de Goriška, los sucesores de los Spanheim, comenzaron a llevar el nombre de Gorica. Controlaron este territorio hasta su extinción en 1500, cuando pasó a manos de los Habsburgo. Los Habsburgo controlaron entonces el territorio hasta el colapso de la monarquía, o la Primera Guerra Mundial, cuando se produjo una emigración de la población y la ocupación italiana y el derribo casi total del lugar. En 1544, se consagró la iglesia de Sveta Gora. Montañas Rocosas. En 1597, comenzaron a llevarse registros bautismales en Solkan. A finales del siglo XVII, este lugar también se vio afectado por la peste y murieron 112 personas, lo que es una gran cifra para un lugar tan pequeño. Los primeros datos serios sobre la población del lugar se publicaron con el nuevo catastro de 1830, que ofrecía una amplia descripción del lugar, que contaba con 1.165 habitantes. Entre ellos había 586 hombres y 579 mujeres que vivían en 123 casas. Había 242 familias. El lugar también tenía dos iglesias, y en los alrededores había 50 casas y una iglesia en Sveta Gora (681 m sobre el nivel del mar). Esto pertenecía a la mansión Grafenberg.

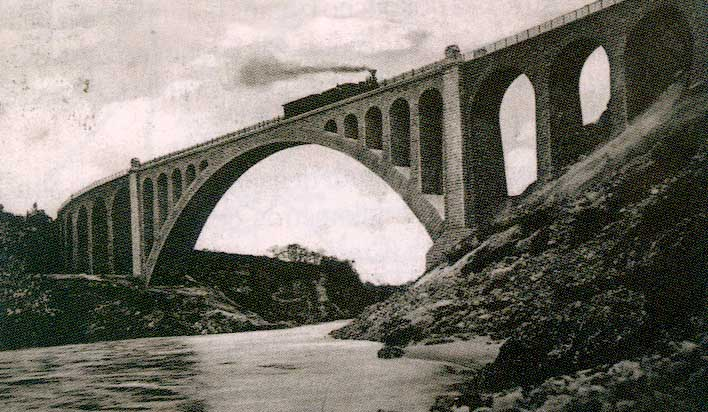
Puente de Solkan (primera construcción)
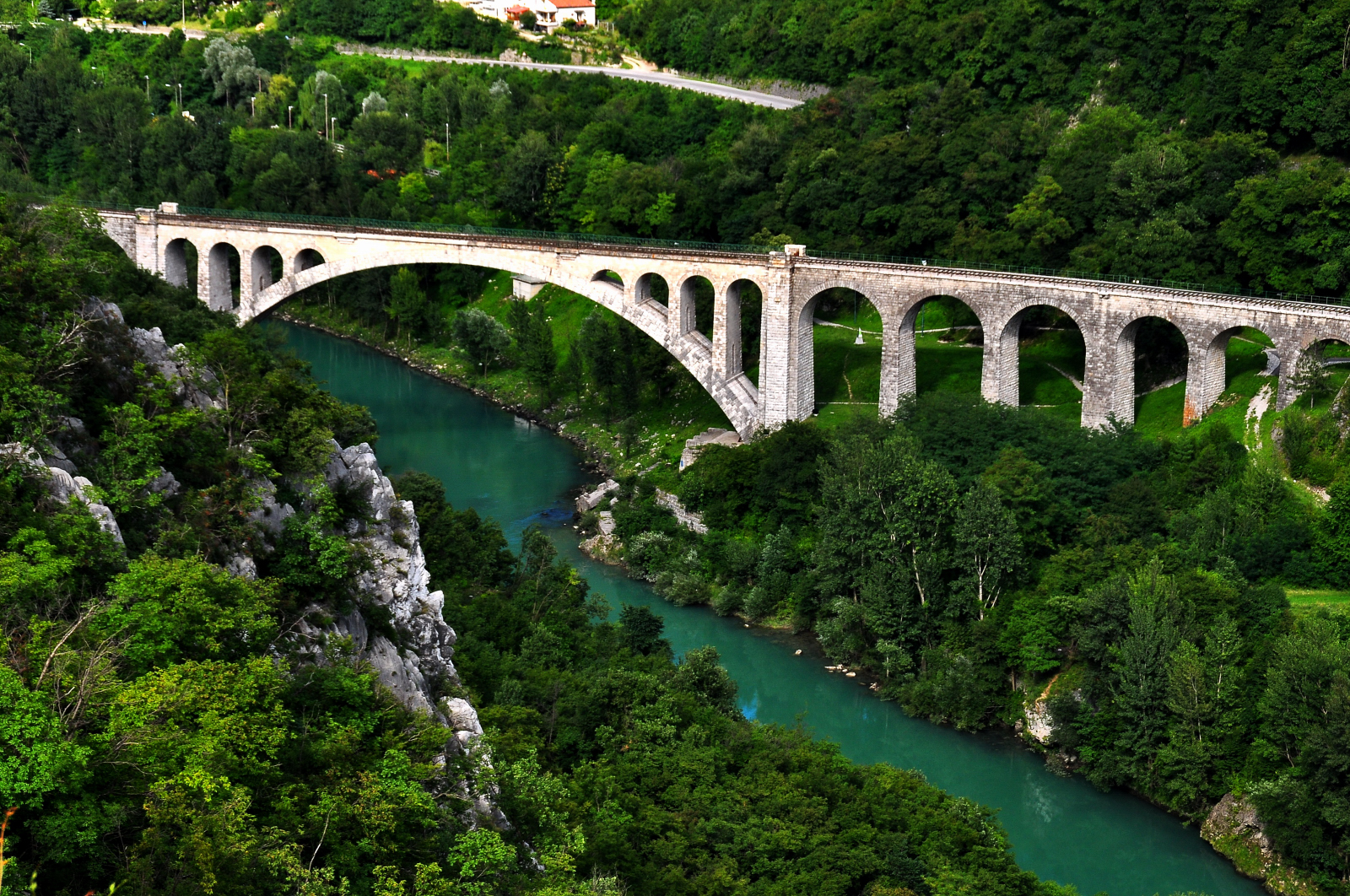
Puente de Solkan (después de la reconstrucción)